# Кажется важным
Кажется важным — третий студийный альбом петербуржской инди-группы Зимавсегда, выпущенный в 2015 году.

## Об альбоме
Альбом был записан в течение 2014 и 2015 годов на студиях «Галерная20» и «DGray studio» в Санкт-Петербурге. Его выход приурочен к пятилетию группы. Средства на запись альбома были собраны при помощи краудфандингового проекта на площадке Planeta.ru.

## Критика
Альбом получил положительную оценку от музыкального обозревателя информационного агентства interMedia Алексея Мажаева. Список композиций, по мнению критика, составлен так, как и подобает это делать уверенному в себе и своих слушателях коллективу. В первой половине альбома идут типичные инди-песни: приятные, но не дающие возможности на себе сосредоточиться. Далее, начиная с песни «В джазе слишком много нот», в текстах начинает проскальзывать юмор, что позволяет песням перешагнуть на качественно новый уровень, а слушателя заставляет прислушаться к текстам повнимательнее.

## Список композиций
| №   | Название                               | Длительность |
| --- | -------------------------------------- | ------------ |
| 1.  | «Проснулся от того, что смеюсь»        | 3:15         |
| 2.  | «Сестра»                               | 2:37         |
| 3.  | «Поздно»                               | 2:45         |
| 4.  | «Дыши глубоко»                         | 2:57         |
| 5.  | «Вижу тебя»                            | 3:17         |
| 6.  | «От нежности до ненависти»             | 3:49         |
| 7.  | «В джазе слишком много нот»            | 3:23         |
| 8.  | «Не уходи»                             | 3:12         |
| 9.  | «Жизнь научит»                         | 4:39         |
| 10. | «Запуск сердца» (Bonus Track)          | 3:35         |
| 11. | «Запуск сердца» (Acoustic Bonus Track) | 2:44         |